# Xerus
Genre
Xerus est un genre de petits rongeurs proches de l'écureuil vivant sur le continent africain. Il sait se mettre en position debout.
Il vit dans le désert, en solitaire, dans de très grands terriers. Les femelles et les mâles vivent séparément.

## Liste des espèces
Selon ITIS (2 juin 2016) :
- Xerus erythropus (É. Geoffroy Saint-Hilaire, 1803) - rat palmiste
- Xerus inauris (Zimmermann, 1780) - écureuil de terre du Cap
- Xerus princeps (Thomas, 1929)
- Xerus rutilus (Cretzschmar, 1828)

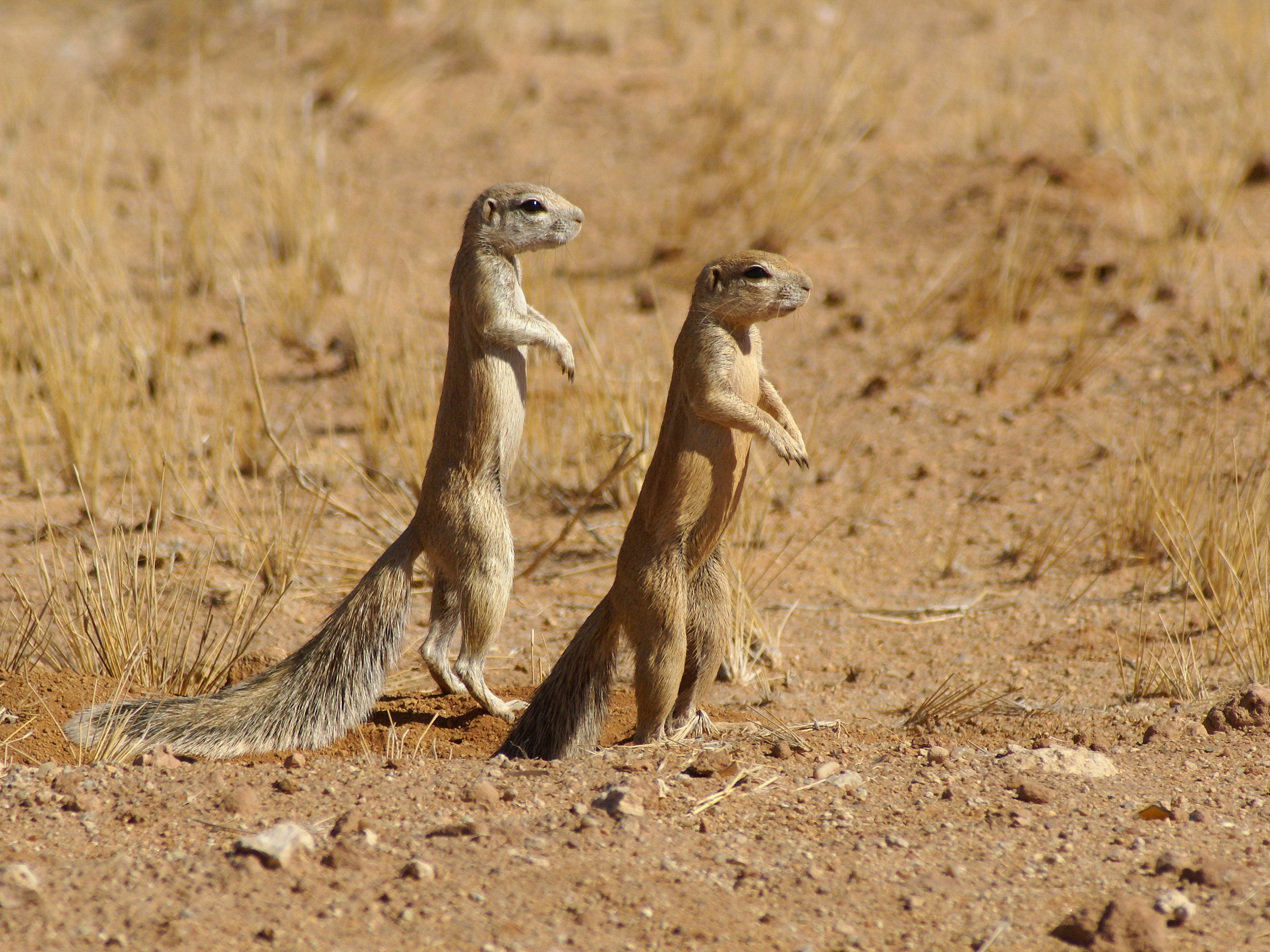
Silhouette caractéristique des Xérus (Xerus inauris)